# William R. Brown
William R. Brown, nazywany Brown-Biblia (ur. 1879, zm. 1967) – amerykański misjonarz Badaczy Pisma Świętego i Świadków Jehowy. Zainicjował działalność Świadków Jehowy w krajach Afryki Zachodniej.

## Życiorys

### Początki działalności
W 1907 roku William R. Brown pracował przy budowie Kanału Panamskiego. Usłyszał wtedy przemówienie wygłaszane na rogu ulicy przez Isaiaha Richardsa, głoszącego wierzenia Badaczy Pisma Świętego (jak wówczas nazywano Świadków Jehowy). Wykład ten był oparty na wykresie zwanym „Planem wieków”, opublikowanym w książce Boski plan wieków, będącej pierwszym tomem serii Wykładów Pisma Świętego. Służył on do wyjaśniania zamierzenia Bożego według wierzeń Badaczy Pisma Świętego. Wtedy też William R. Brown zainteresował się tym wyznaniem i w roku 1908 został ochrzczony. Następnie powrócił na Jamajkę, by nowo poznanymi naukami biblijnymi dzielić się z matką i siostrą, które z czasem również dołączyły do Badaczy Pisma Świętego.
W.R. Brown przez jakiś czas działał w stolicy Panamy. Spotkał tam Evandera Joela Cowarda, podróżującego przedstawiciela Badaczy, który odwiedzał Panamę, wygłaszając wykłady biblijne. Coward przemawiał w sposób dobitny i niezwykle barwny, co powodowało, że wokół niego zbierały się tłumy słuchaczy. Gdy zwrócił uwagę na gorliwość Browna, zaprosił go, by wraz z nim wyruszył w podróż kaznodziejską na Trynidad.
Przez następne dziesięć lat W.R. Brown przemierzał Indie Zachodnie, głosząc pełnoczasowo i umacniając małe grupy współwyznawców. W roku 1920 ożenił się z Badaczką Pisma Świętego o imieniu Antonia. Dwa dni po ślubie para popłynęła na niewielką wyspę Montserrat (archipelag Wysp Nawietrznych), zabierając ze sobą „Fotodramę stworzenia” – czteroczęściową projekcję kolorowych przezroczy i filmów opartych na Biblii. Działalność kaznodziejską małżeństwo prowadziło również na Barbadosie, Dominice i Grenadzie, spędzając w ten sposób miesiąc miodowy.

### Wyjazd do Afryki
Dwa lata później W.R. Brown napisał list do drugiego prezesa Towarzystwa Strażnica, Josepha Rutherforda, w którym pytał, czy ma ponownie wyruszyć na wyspy Karaibskie. Ponieważ w tym czasie Biuro Główne Towarzystwa Strażnica otrzymało prośbę o skierowanie kogoś do Sierra Leone, J.F. Rutherford skierował tam właśnie W.R. Browna, który w tym czasie prowadził działalność kaznodziejską na Trynidadzie. 14 kwietnia 1923 roku na przydzielony teren przyjechał wraz z żoną i córką.
Następnego dnia po przybyciu do Sierra Leone wynajęto Wilberforce Memorial Hall, największą salę we Freetown. Na zorganizowany cykl czterech przemówień odbywających się dzień po dniu przybyło 500 osób zapełniając salę. Przedstawiał między innymi wykłady „Do piekła i z powrotem! Kto się tam znajduje?” oraz „Miliony ludzi z obecnie żyjących nigdy nie umrą”. Ponieważ w trakcie swoich wykładów często powtarzał: „To nie Brown tak mówi, lecz Biblia”, postronni słuchacze jego wykładów zaczęli go nazywać Brown-Biblia („Bible Brown”). Ten przydomek przylgnął do niego na stałe, był pod nim znany w całej Afryce Zachodniej.
Działalność kaznodziejską prowadził w Sierra Leone, Ghanie, Liberii, Gambii i Nigerii. W roku 1931 osiedlił się w Lagos w Nigerii, gdzie otworzył biuro Towarzystwa Strażnica. W Afryce Zachodniej usługiwał przez 27 lat. Najczęściej zajmował się działalnością kaznodziejską, prace biurowe zostawiając innym. W dniu jego wyjazdu z Nigerii gazeta „Daily Times” napisała: ’Brown-Biblia’ stał się instytucją, przyjacielem wszystkich, młodych i starych, Europejczyków, Afrykanów i Libańczyków, nawet tych, którzy się z nim nie zgadzali („Daily Times”, ’BIBLE BROWN’ SAYS AU REVOIR, NOT GOOD-BYE).

### Powrót na Jamajkę
4 kwietnia 1950 roku, mając 71 lat, opuścił wraz z żoną Nigerię i powrócił na Jamajkę, aby pełnić służbę pionierską, którą uważał za jeden z największych przywilejów. Trwał w niej aż do śmierci w roku 1967.